# USS Helena (SSN-725)
Za druga plovila z istim imenom glejte USS Helena.
USS Helena (SSN-725) je jedrska jurišna podmornica razreda los angeles.